# بيت مثقال (أرحب)

تعديل مصدري - تعديل

بيت مثقال هي إحدى قرى عزلة بني مرة بمديرية أرحب التابعة لمحافظة صنعاء، بلغ تعداد سكانها 56 نسمة حسب تعداد اليمن لعام 2004. وهاجر البعض منهم قبل 176عام إلى مديرية خارف/ قرية المحم /بمحافظة عمران وتلقى أحدهم منصب أمين عام محافظة عمران وهو صالح زمام ظفران مثقال الملقب بالمخلوس حالياً